# Simon Bor
Simon Kipruto Bor (13 februari 1969) is een Keniaanse atleet, die gespecialiseerd is in de marathon.

## Loopbaan
Bor won meerdere marathons in zijn sportcarrière. Zo boekte hij overwinningen in Mexico-Stad, Los Angeles en Toronto. In 2002 werd hij tweede op de marathon van Amsterdam in een persoonlijk record van 2:07.55 achter zijn landgenoot en winnaar Kimutai Kosgei (2:07.26) en voor Steven Cheptot (2:07.59).
In 1997 won hij in België de 20 km van Brussel in 55.59 en een jaar later in Nederland de City-Pier-City Loop in 1:01.03.
In 2005 verbeterde Simon Bor het parcoursrecord van de Toronto Waterfront Marathon met bijna 3 minuten. In 2006 werd hij tweede op de marathon van San Diego in 2:10.37.

## Persoonlijke records
| Onderdeel      | Prestatie | Datum             | Plaats              |
| -------------- | --------- | ----------------- | ------------------- |
| 5 km           | 14.12,8   | 3 augustus 2000   | Hartford            |
| 10 km          | 29.29     | 5 oktober 1996    | Rovereto            |
| 15 km          | 43.40     | 27 april 1997     | La Courneuve        |
| 10 Eng. mijl   | 48.38     | 3 augustus 1997   | Navazzo di Gargnano |
| halve marathon | 1:00.39   | 26 september 1999 | Grevenmacher        |
| marathon       | 2:07.55   | 20 oktober 2002   | Amsterdam           |

## Palmares

### 20 km
- 1997:  20 km van Brussel - 55.59

### halve marathon
- 1997: 5e halve marathon van Lille (Rijsel) - 1:02.28
- 1997: 4e halve marathon van Ivry to Vitry-sur-Seine - 1:01.22
- 1998:  City-Pier-City Loop - 1:01.03
- 1998: 5e halve marathon van Eldoret - 1:04.14
- 1998: 7e Stramilano - 1:03.27
- 1998:  Humarathon (Vitry-sur-Seine) - 1:01.59
- 1999:  Route du Vin - 1:00.39
- 2000:  halve marathon van San Diego - 1:03.54
- 2001: 8e halve marathon van Coamo - 1:06.46
- 2001: 5e halve marathon van Lissabon - 1:02.49
- 2002:  halve marathon van Praag - 1:02.30
- 2002: DNF Italiaanse kamp. in Udine
- 2002:  halve marathon van Turijn - 1:03.13
- 2004: 7e Città di Udine - 1:02.56
- 2006: 6e halve marathon van Lille - 1:01.28

### marathon
- 1998:  marathon van Enschede - 2:13.29
- 1998:  marathon van Mexico-Stad - 2:16.48
- 1998:  marathon van Amsterdam - 2:08.47
- 1999:  marathon van Los Angeles - 2:09.25
- 1999: 5e Chicago Marathon - 2:09.35
- 2000:  marathon van Wenen - 2:08.50
- 2000: 8e marathon van New York - 2:16.23
- 2001: 6e marathon van Otsu - 2:09.27
- 2001:  marathon van Madrid - 2:10.54
- 2002: 7e Boston Marathon - 2:11.39
- 2002:  marathon van Tiberias - 2:16.13
- 2002:  marathon van Amsterdam - 2:07.55,9
- 2004: 8e marathon van Tempe - 2:17.17
- 2005: 4e marathon van Los Angeles - 2:12.13
- 2005: 4e marathon van San Diego - 2:12.38
- 2005:  Toronto Waterfront Marathon - 2:11.56,5
- 2006:  marathon van Hongkong - 2:14.18
- 2006: 6e Toronto Waterfront Marathon - 2:16.47
- 2006:  marathon van San Diego - 2:10.37
- 2006: 15e marathon van Singapore - 2:21.52
- 2007:  marathon van Tiberias - 2:13.34
- 2007: 18e marathon van Hamburg - 2:16.10
- 2007:  marathon van Kosice - 2:12.01
- 2008: 16e marathon van Dublin - 2:23.07
- 2009: 15e marathon van Zürich - 2:20.12